# 硬枝野荞麦
硬枝野荞麦（学名：Fagopyrum urophyllum）为蓼科荞麦属下的一个种。

## 扩展阅读
維基物種上的相關：硬枝野荞麦